# Doina Jela
Doina Jela (n. 1 martie 1951, satul Vadu, comuna Corbu, județul Constanța, România – d. 26 martie 2025) a fost o prozatoare, eseistă, editoare și jurnalistă din România, membră a Uniunii Scriitorilor din România, filiala proză, București.
Este autoarea cărții Drumul Damascului, carte ecranizată de regizorul Lucian Pintilie, în filmul După-amiaza unui torționar (film nominalizat la Leul de Aur pentru cel mai bun regizor și la Premiul Marcello Mastroianni). 
Este membră fondatoare și vreme de zece ani a fost secretară a organizației Asociației Ziariștilor Independenți din România (AZIR), afiliată la Asociația Jurnaliștilor Europeni cu sediul la Bruxelles (AEJ).  
Membră de onoare a Asociației Foștilor Deținuți Politici, filiala Constanța.  Cărțile ei de investigare pe baza mărturiilor și a cercetărilor de arhivă sunt  citate în numeroase lucrări de referință pe această temă.
A semnat unele dintre traduceri cu numele dobândit în a doua căsătorie, Doina Jela Despois.

## Biografie
Este născută în 1 martie 1951, în satul Vadu, comuna Corbu, din Județul Constanța, într-o familie de refugiați ( pe linie paternă, din Grecia, pe linie maternă, din Caliacra). Cu numele românizat al tatălui, Enache,  și numele de botez, Jela, de la bunica paternă, bulgăroaică, singura localnică din Dobrogea, apare în toate documentele de dinainte de căsătorie (Enache Jela).  
A  locuit în Vadu până la absolvirea clasei a VI-a, când familia s-a mutat în satul Valea Neagră (azi Lumina), același județ.  A absolvit între 1966-1970 Liceul Teoretic din Năvodari, secția umană. 
Între 1970-1974 a fost studentă la Facultatea de filologie a Universității din București, secția română-franceză. 
A primit repartiție ministerială la Școala Generală Valea Dacilor, județul Constanța, unde a predat limba franceză, locuind în orașul Medgidia, situat la 7 km de satul unde activa.  
Din 1984, a locuit în Constanța, unde a obținut o titularizare prin concurs la mai multe școli gimnaziale ( Școala nr. 7, școala nr. 8 și școala nr. 41). 
A lucrat în învățământul  gimnazial, până în 1990, neluându-și decât două dintre gradele didactice presupuse de perfecționarea profesională: definitivatul (1977) și gradul II (1982).  
În 1977, și-a schimbat prin căsătorie numele de familie în DOINA, cu care este cunoscută și în prezent, fiindu-i totodată pseudonim literar. 
Din 1997, are, cu intermitențe, domiciliul stabil în București.
A călătorit în: Polonia, Cehia, Slovacia, Ucraina, Bulgaria, Germania, Grecia, Franța (unde este căsătorită). 

## Parcurs profesional
După 1990 a renunțat definitiv  la învățământ,  intrând în presa culturală.
Imediat după Revoluție, a fondat împreună cu un grup de prieteni constănțeni (Ion Codrescu, Ion Magiru, Aurora Gheorghe (Dillon), Letiția Pavel și alții, revista ARS Amandi, Constanța, care a apărut doar în patru numere.
Între 1990-1995 a fost redactor la revista Tomis din Constanța, funcționând alternativ sub egida Consiliului Județean și a Uniunii Scriitorilor, de unde a plecat demisionând. În intervalul 1995-1997, a făcut  pentru o perioadă de timp, o emisiune săptămânală de prezentare de carte la o televiziune locală din Constanța, intitulată 7/10. 
Între 1997-2004 a fost redactor responsabil de colecție la editura Humanitas din București, ocupându-se de colecțiile: „Memorii, Jurnale, Convorbiri”, „Procesul Comunismului” și Seria „Istorie”.
Din 2004 și până în 2016 a coordonat, la editura Curtea Veche Publishing, colecțiile „Actual” și „Istoria timpului prezent”, redactând și traducând în paralel cărți, în special de istorie contemporană.
Din 2016 și în prezent, lucrează în regim de colaborare externă, cu redactări, traduceri, referate editoriale, prefețe, cu câteva prestigioase edituri:  Spandugino, Manuscris, Corint, Curtea Veche Publishing, Darclée. 

## Activitate publicistică
A  debutat publicistic în revista Tomis, cu recenzii la cărți, exemple ar fi: Îngereasa  cu pălărie verde, Adina Keneres, 1979, Sala de așteptare, Bedros Horasangian, etc. 
A publicat articole de atitudine și opinie în revista ARS Amandi.  
A publicat, de-a lungul anilor articole de opinie, eseuri, interviuri, în ziare și reviste: România literară, România liberă, Adevărul literar și artistic,Amfiteatru, Arca. Familia, Contrapunct, Convorbiri literare,Transilvania, Universul cărții, Dilema, Vatra, Observator-Munchen etc 22, Observatorul  Cultural, Tomis, Constanța, platformele Contributors și La punkt și revista on-line de cultură Accente, precum și la posturile de radio Radio România-Cultural. Radio Europa Libera, Radio France International  și la TVR.

## Debut literar
A  debutat ca prozatoare în anul 1979,  în revista bucureșteană  Luceafărul, cu proza scurtă  Pauza de masă. 
După premiul obținut la Concursul Marin Preda de la Siliștea Gumești, din 1982, a publicat sporadic proze scurte în revista Tomis din Constanța, iar în volum, abia în anul 1995.
În 1995, publică la Editura Humanitas romanul non-fictiv Cazul Nichita Dumitru, răsplătit de Asociația Internațională a Scriitorilor și Oamenilor de Artă Români, cu sediul la Washinghton, cu premiul de onoare pe anul 1996. Ediția a doua revizuită și adăugită a apărut la editura Curtea Veche Publishing în anul 2010.
În 1997, publică la Editura Polirom volumul Telejurnalul de noapte, iar în 1998 îi apare în colecția „Procesul comunismului“ volumul Această dragoste care ne leagă, desemnat „Cartea anului“ la Târgul internațional de carte de la Timișoara. 

## Volume publicate
- Cazul Nichita Dumitru, încercare de reconstituire a unui proces comunist ( Humanitas,1995, Curtea Veche, 2008);
- Telejurnalul de noapte ( Polirom, 1997, Vremea , 2005);
- Această dragoste care ne leagă (Humanitas, 1998, 2005);
- Drumul Damascului. Spovedania unui fost torționar (1999, reeditat în 2002 și 2019), carte ecranizată de Lucian Pintilie în După amiaza unui torționar);  In 2022, regizorul Mihai Măniuțiu a dramatizat cartea Drumul Damascului.
- Lexiconul negru. Unelte ale represiunii comuniste ( Humanitas, 2001);
- Afacerea Meditația Transcendentală, în colaborare cu Cătălin Strat și Mihai Albu (HUmanitas, 2005);
- Ungaria ’56. Revolta minților și sfârșitul mitului comunist, coordonatoare alături de Vladimir Tismăneanu ( Curtea Veche, 2006);
- Cum am spânzurat-o pe Emma Bovary, publicistică ( Institutul European Iași, 2009);
- Oleg Danovski. Omul, artistul, legenda ( Curtea Veche&Teatrul Azi, 2012);
- Villa Margareta, roman ( Polirom, 2015);
- Efectul fluturelui, roman ( Polirom, 2018);
- O sută de zile cu Monica Lovinescu ( Vremea, 2008, 2019).
- Cizonac la patru maini, la taifas cu Ohara Donovetsky (Darclee, 2021)
- Pe cont propriu, jurnal 1989-1985.

A îngrijit, coordonat și/sau prefațat mai multe volume, printre care: 
- Neculai C. Munteanu, Ultimii șapte ani de‑acasă. Un ziarist în dosarele Securității, 2007;
- volum colectiv Războiul de 30 de zile. Jurnal colectiv de campanie, 2007;
- Ungaria ’56. Revolta minților și sfârșitul mitului comunist, în colaborare cu Vladimir Tismăneanu ( Curtea Veche, 2006);
- Fiica Lunii, de Claudia Constantinescu, Editura Darclée, 2021.

Alte volume:
- Ghidul viitorului student, proiect original (1998).

Volume colective:
A participat la: 
- Vânzătorul de enigme (1993);
- Analele Sighet (1997‑2002);
- Cum era, cam așa (coord. Călin Mihăilescu, 2006);
- Ungaria ’56. Revolta minților și sfârșitul mitului comunist, în colaborare cu Vladimir Tismăneanu ( Curtea Veche, 2006);
- Cartea cu bunici (2007);
- volum colectiv Războiul de 30 de zile. Jurnal colectiv de campanie, 2007;
- In Honorem Sanda Golopenția, editura Spandugino, 2020.

## Traduceri
- Philippe Malaurie, Antologia gândirii juridice; Humanitas, 1996;
- Stéphane Courtois, Cartea neagră a comunismului (în colaborare), Humanitas, 1998;
- Edward Behr, O Americă înfricoșătoare, Humanitas, 1999;
- Boris Souvarine, Stalin; Humanitas, 1999;

- Edward Behr, Sărută mâna pe care n‑o poți mușca, (în colaborare), Humanitas, 1999;
- Olga Lossky, Recviem pentru un cui; Curtea Veche Publishing, 2005;

- Marguerite Yourcenar, Lovitura de grație, Humanitas, 2007;
- Stéphane Courtois, O noapte atât de lungă; Editura Vremea, 2008;
- Diane Ducret, Femeile dictatorilor (2 vol.); Curtea Veche Publishing;

- Théophile Pascal, Legile Destinului, Editura Darclée, 2018;
- Transmiterea (vol. colectiv), 2018;
- Sanda Golopenția, Perspective noi în studiul teatrului, 2019;
- Céline Raphaël,  Desacord, 2019;
- Denis Trinez, Școala fragilității, 2020;
- Boris Cyrulnik și Boualem Sansal, Imposibilia pace în Mediterană, 2021;
- Laurence Plazenet, Numai iubirea[nefuncțională – arhivă]
, Editura Darclée, 2020.

## Premii literare
- Premiul pentru proză scurtă al concursului „Marin Preda" (Siliștea-Gumești, 1982);
- Premiul revistei Observator München pentru volumul în manuscris Telejurnalul de noapte (1994);
- Marele premiu conferit de "International Asociation of Romanian Writers and Arte" pentru volumul Cazul Nichita Dumitru (Washington 1995);
- Premiul „Cartea anului" la Târgul de Carte de la Timișoara (1998);
- Premiului Național "Monica Lovinescu și Virgil Ierunca" (2012).